# Володимирівка (Білгород-Дністровський район)
Володи́мирівка — село Старокозацької сільської громади Білгород-Дністровського району Одеської області в Україні. Населення становить 224 осіб.

## Населення
Згідно з переписом 1989 року населення села становило 212 осіб, з яких 92 чоловіки та 120 жінок.
За переписом населення 2001 року в селі мешкали 224 особи.

### Мова
Розподіл населення за рідною мовою за даними перепису 2001 року:
| Мова       | Відсоток |
| ---------- | -------- |
| українська | 94,64 %  |
| російська  | 3,13 %   |
| молдовська | 2,23 %   |